# Cybianthus barrosoanus
Cybianthus barrosoanus är en viveväxtart som beskrevs av G. Agostini. Cybianthus barrosoanus ingår i släktet Cybianthus, och familjen viveväxter. Inga underarter finns listade i Catalogue of Life.